# Giovanna Taviani
Giovanna Taviani (Roma, 8 novembre 1969) è una regista, saggista e critica letteraria italiana.
È figlia del regista Vittorio Taviani.

## Biografia
Da ragazzina ha recitato in uno dei film diretti dal padre e dallo zio Paolo Taviani, Kaos. Si è laureata in Letteratura italiana all'Università degli Studi di Siena nel 1994. Saggista di cinema e letteratura, ha pubblicato diversi volumi. Dopo aver firmato alcuni documentari minori, nel 2004 ha girato il suo primo film documentario, prodotto da Nuvola film, I nostri trenta anni: generazioni a confronto.
Nel 2007 ha fondato nell'isola di Salina il "Festival internazionale del documentario narrativo SalinaDocFest".
Nel 2010 ha girato Fughe e approdi, nelle isole Eolie: il film, presentato alla 67ª Mostra internazionale d'arte cinematografica di Venezia, ha ottenuto il premio per il miglior documentario al Festival de Cine Italiano de Madrid 2011.
Nel 2013 è uscito il suo cortometraggio Il riscatto, presentato al Festival di Cannes 2013, e nel 2021 è stata la volta del docufilm Cùntami, incentrato sui pupi siciliani.

## Riconoscimenti
- 2017 – Premio internazionale Castello di San Marco

## Filmografia
- I nostri trent'anni (2004)
- Ritorni – documentario (2005)
- Fughe e approdi – documentario (2010)
- Il riscatto – cortometraggio (2013)
- Cùntami – documentario (2021)

## Pubblicazioni
- Parole contro parole. Crisi del linguaggio e vocazione al tragico nelle novelle di Pirandello, Università della Calabria, 1998
- Michelstaedter, G.B. Palumbo Editore, 2002
- Lo sguardo ubiquo. Al confine tra letteratura e cinema, G.B. Palumbo Editore, 2006